# Guangzhou International Finance Center
Le Guangzhou International Finance Center (chinois : 广州国际金融中心 ; pinyin : guǎngzhōu guójì jīnróng zhōngxīn), initialement appelée la Tour Ouest de Canton, est un gratte-ciel de 438 mètres situé à Canton, en Chine. Il a été construit de décembre 2005 à 2010.
Ce projet est l'œuvre de l'agence britannique Wilkinson Eyre. Le programme comprend un centre de conférences, un hôtel et des bureaux.